# Аргаванд (Армавір)
Аргаванд (вірм. Արգավանդ) — село в марзі Армавір, на заході Вірменії. Село розташоване за 11 км на південний схід від міста Армавір, за 4 км на північний захід від села Аразап, за 4 км на північний схід від села Пшатаван та за 2 км на південний схід від села Тандзут.